# Halbautomatik
Halbautomatik ist ein Arbeitsprinzip eines Systems, eines Verfahrens, einer Maschine, eines Geräts, das auf einer nur anteiligen Unterstützung eines Prozesses oder eines menschlichen Benutzers durch Automatisierung beruht. Im Gegensatz zur Vollautomatik wird bei der Halbautomatik keine vollständige Autonomie des Prozessablaufs oder keine vollständige Entlastung des Benutzers der Maschine erreicht.
Meist wirkt die Halbautomatik auf eine Stellgröße. Es gibt aber auch Systeme, in denen lediglich ein Messvorgang halbautomatisch abläuft.
Die Entscheidung für eine Teilfunktionalität mit einer Halbautomatik beruht zumeist auf den höheren Kosten der Vollautomatik, da hierbei ein höherer Aufwand bei Konstruktion oder Produktion notwendig ist. Ein anderer Grund für eine Teilfunktionalität mit einer Halbautomatik ist auch die fehlende Robustheit gegenüber Störungen, die mit bekanntem Ansatz gar nicht oder nur unter Einbinden eines Menschen erreicht werden kann.
Halbautomatik kann immer abgeschaltet werden, oftmals kann bei elektronisch gesteuerten Maschinen zwischen Halbautomatik und Vollautomatik während des Betriebs gewechselt werden.

## Beispiele
Halbautomatik bedeutet somit
- bei Flugzeugen die Anwesenheit des Piloten auch bei Betrieb des Autopiloten. Dann erfolgt die Flugsteuerung automatisch, solange keine Störung erkannt wird.
- bei Fahrzeuggetrieben, dass der Gangwechsel durch den Benutzer manuell eingeleitet werden muss, die Kupplung hingegen automatisch betätigt wird. Siehe AKS.
- bei Standgeräten die Notwendigkeit, ein behandeltes Objekt so anzunähern, dass der gewünschte Zusammenhang zwischen Gerät und behandeltem Objekt hergestellt wird, beispielsweise bei RFID-Lesern und passiven Kennzeichen. Der Lesevorgang mag dann automatisch sein
- bei Handgeräten die Notwendigkeit, das Handgerät so zu führen, dass der gewünschte Zusammenhang zwischen Gerät und bearbeiteter Fläche hergestellt wird, beispielsweise bei der Handbohrmaschine beim Gewindeschneiden. Das Bohren selbst mag dann automatisch sein.
- bei Plattenspielern, dass der Tonabnehmer manuell durch den Benutzer auf der Schallplatte aufgesetzt wird, aber automatisch beim Erreichen des Endes des Abspielbereichs angehoben oder zur Ruheposition zurückgeführt wird.
- bei Espressomaschinen, dass der Druck zur Erzeugung des Kaffees durch eine Pumpe erzeugt wird, die manuell durch einen Benutzer an- und abgeschaltet wird. Der Schutz vor Überdruck und Überhitzung erfolgt automatisch.
- bei Kameras eine Form der Belichtungsmessung, bei welcher der Benutzer Belichtungszeit oder Blendenzahl manuell wählt, jedoch der andere Parameter automatisch eingestellt wird. Wenn der Benutzer lediglich durch einen Zeiger angezeigt bekommt, ob die gewählte Kombination für die jeweilige Situation geeignet ist, handelt es sich nicht um eine halbautomatische Funktion, sondern um eine komplexe Messfunktion.
- bei Geschützen, dass sich der Verschluss öffnet und eine abgeschossene Patronenhülse oder Kartusche durch die Waffenfunktion ausgeworfen wird, die Waffe aber manuell nachgeladen werden muss.
- bei Handfeuerwaffen, dass nach der Schussabgabe eine Patrone aus dem Magazin automatisch in das Patronenlager geladen wird, so dass die Waffe wieder schussbereit ist. Die Schussauslösung erfolgt erst durch die erneute Betätigung des Abzugs. Siehe automatische Schusswaffe.